# Žichlínek

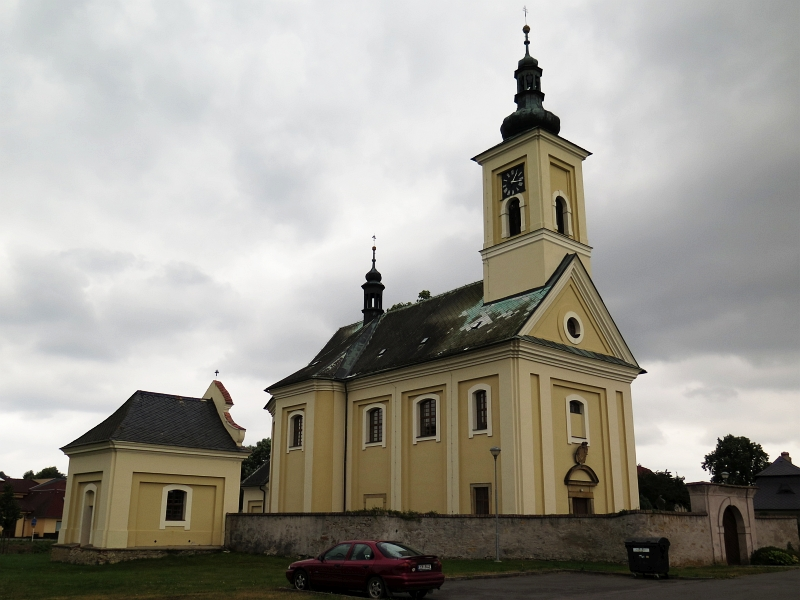
Barockkirche St. Johannes der Täufer in Žichlínek

Žichlínek (deutsch Sichelsdorf, früher auch Sisstoff, Waazen und 1304 Sichlingsdorf) ist eine Gemeinde mit 866 Einwohnern in Tschechien.

## Geographie
Žichlínek liegt im Pardubický kraj (Tschechien) südlich der Stadt Lanškroun am Lauf der Moravská Sázava und erstreckt sich ca. drei Kilometer von Norden nach Süden.
Nachbarorte sind Lanškroun und Sázava im Norden, Lubník im Osten, Tatenice und Krasíkov im Südosten, Rychnov na Moravě im Süden, Květná im Südwesten, Luková im Westen sowie Rudoltice im Nordwesten.

## Geschichte
Die Gemeinde wurde im Jahr 1304 als Sichlingsdorf erstmals urkundlich erwähnt. Sie war von der Gründung bis zur Vertreibung 1945/1946 überwiegend von Deutschmährern bewohnt. 1886 ging das Erbgericht in Sichelsdorf durch Erbkauf an die Familie Neugebauer über. Ignaz Vincenz Neugebauer betrieb in Landskron eine Tuchwarenmanufaktur und war kaiserlich-königlicher und Fürstlich Liechtenstein’scher Hoflieferant.

## Bevölkerungsentwicklung
1869 hatte der Ort 949 Einwohner, 1910 waren es 861 Einwohner und 1939 lebten 708 Einwohner in Žichlínek.

## Sehenswürdigkeiten
- Die Kirche St. Johannes der Täufer wird im 14. Jahrhundert als Zitadelle (Wehrkirche) Krotenfurt erwähnt und in den Jahren 1384, 1462 und 1532 jeweils durch einen Neubau ersetzt; einer Holzkirche von 1678 folgte 1718 bis 1725 der Bau der heutigen Barockkirche.[2]
- Statue des Johannes Nepomuk von 1755
- Statue des Evangelisten Johannes von 1768
- Dreifaltigkeitsstatue von 1778
- Naturdenkmale: Ulme und zwei Lindenbäume (in der Nähe von alten Bauernhäusern)